# Андрицена
Андри́цена (греч. Ανδρίτσαινα) — деревня в юго-западной Греции. Находится в западной части полуострова Пелопоннес, на высоте 743 метра над уровнем моря, в 23 километрах к западу от берега залива Кипарисиакоса Ионического моря. Расположена в 169 километрах к юго-западу от столицы Греции Афин. Входит в общину (дим) Андрицена-Крестена в периферийной единице Элиде в периферии Западной Греции. Население 795 жителей по переписи 2011 года.

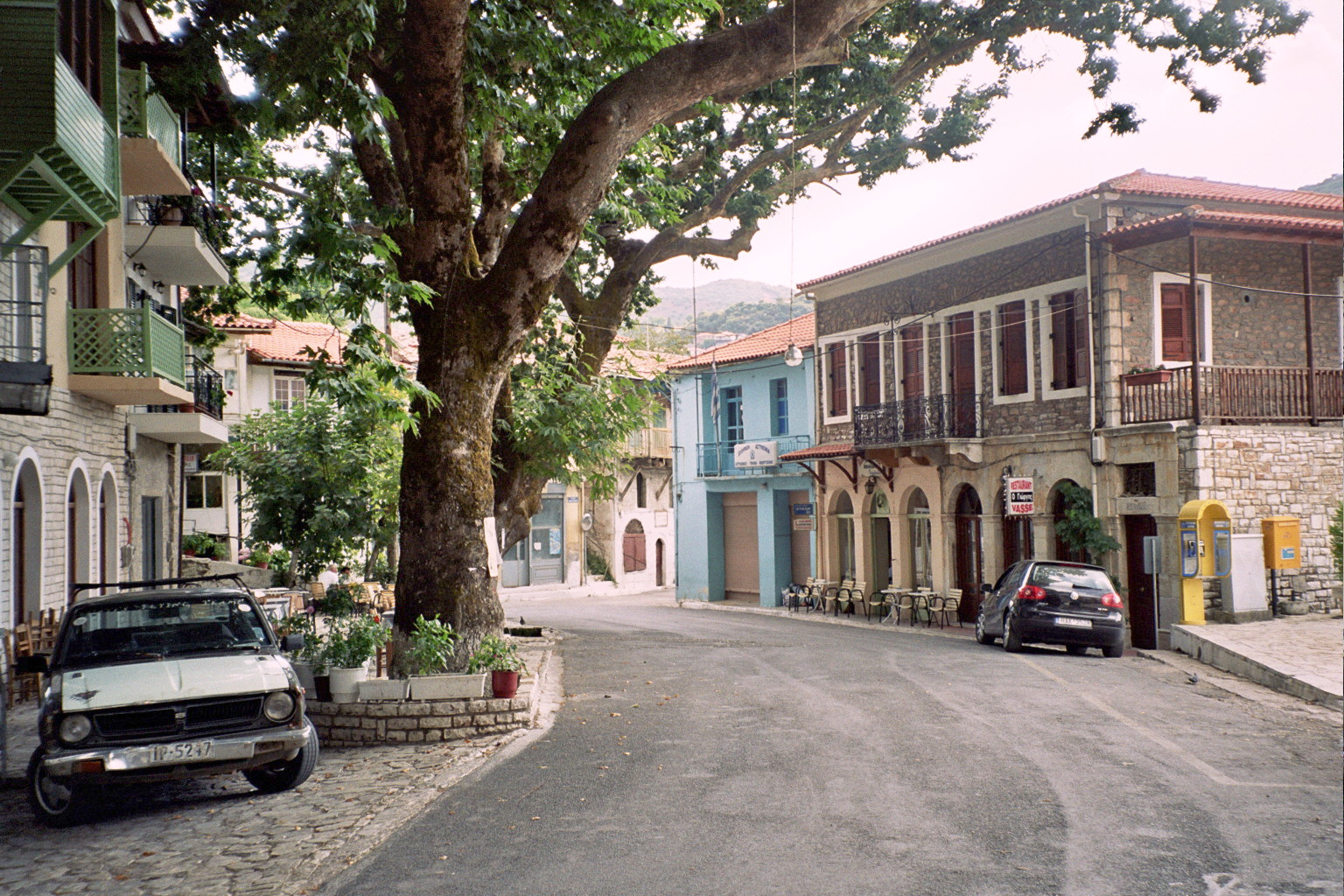
Андрицена

Андрицена расположена в горной юго-восточной части Элиды, недалеко от границы с Аркадией и Мессенией. Построена на склоне холма, к северо-западу от горы Ликеон. Река Алфиос образует северо-западную границу общинной единицы Андрицены. Большинство земель занято лесами и мелкими фермерскими хозяйствами. Андрицена расположена в 22 километрах к север-западу от Мегалополиса, в 28 километрах на юго-восток от Крестены, в 41 километрах на запад от Триполис и в 46 километрах юго-восточнее Пиргоса. Через Андрицену проходит национальная дорога 76 (Крестена – Каритена – Мегалополис).

## История
Согласно традиции считается, что название Андрицена получила о жены критского пастуха по имени Андрикос, который гнал своих овец весной на пастбища на склоны горы Ликеон. Там он построил гостиницу, которая после его смерти получила название Адрикена (что означает «жена Андрикоса»). Со временем произношение окончания «кена» изменилось на «цена». В дальнейшем, дома, построение вокруг гостиницы образовали поселение, которое получило название гостиницы.
Территория, на которой расположена Андрицена была частью древней Аркадии. Андрицена процветала в период франкократии (XIII—XIV века н. э.), и упоминается в Хронике Мореи. Сыграла важную роль в Пелопоннесском восстании и Греческой революции. В 1826 году Андрицена была разрушена войсками Ибрагим-паши.

## Сообщество Андрицена
В местное сообщество Андрицена входят 4 населённых пункта. Население 856 жителей по переписи 2011 года. Площадь 32,179 квадратных километров.
| Наименование | Население (2011), человек |
| ------------ | ------------------------- |
| Андрицена    | 795                       |
| Кармион      | 21                        |
| Мили         | 26                        |
| Сикеэ        | 14                        |

## Население
| Год  | Население, человек |
| ---- | ------------------ |
| 1991 | 612                |
| 2001 | 516                |
| 2011 | ↗ 795              |

## Известные уроженцы
- Панайотис Анагностопулос (1790—1854) — революционный лидер.
- Анастасиос Христопулос[греч.] (ум. 1854) – революционный лидер.
- Атанасиос Канелопулос[греч.] (1923—1994) – политик.
- Димитриос Киусопулос (1892—1977) – юрист и политик.
- Константинос Николопулос[англ.] (1786—1841) – композитор.